# Млазни мотор
Млазни мотор је уређај са којим се остварује потисак за погон летелице. Принцип добијања потиска заснива се на Њутновим законима, где се користи принцип убрзања излазног млаза гасова. Ова општа групација мотора обухвата елисномлазне, турбоелисне, турбомлазне, двопроточне турбомлазне, пулсирајуће млазне, набојномлазне и ракетне моторе. У принципу, већина млазних мотора јесу уређаји са унутрашњим сагоревањем, али међу њима постоје разлике у типу сагоревања. У теорији, млазне моторе међусобно одваја њихов принцип рада и термодинамички циклус. Исто тако, поједине његове врсте, међусобно се разликују по конструкцији. За турбомлазне моторе је актуелан Брајтонов циклус, док је за пулсирајуће Хамфријев термодинамички циклус.
Захтеви за погон летелица су различити, што је довело и до разлика у концепцији и у конструкцији млазних мотора. За путничке авионе на дугачким линијама лета потребан је економичан мотор као што је двопроточни турбомлазни мотори, а за ракете велики потисак на великим брзинама, што остварује ракетни и набојномлазни мотор.

## Историја

### Почеци
Проналазак млазног мотора, по принципу рада, могао би се приписати Грку Херону Александријском. Он је са својим проналаском еолипилом доказао принцип рада. Уређај му се састојао од кугле и две закренуте млазнице, управне на радијус ротације. Кроз млазнице је испуштан млаз водене паре и тако се са тангенцијалном силом потиска кугла ротирала. Вода се загревала у посуди а пара се преносила преко цеви спојених с куглом. Херонов проналазак није у то доба препознат као могућност одвођења и коришћења механичке енергије, те је остао само као атракција за дивљење.
Млазни погон поново се појавио у 11. веку, када су Кинези направили ракету. Издувни гасови од сагоревања барута су истицали из ракете у ваздух, стварали су потисак, а уједно су имали и визуелни ефекат ватромета. До следећег напретка прошле су стотине година.
Авиони са елисним погоном су достигли граничне брзине, даље повећање је било спречено са појавом локалних ударних таласа на крајевима кракова елисе, а са тиме и повећање отпора и губитак снаге. Постојала је велика потреба да авиони лете са већим брзинама од 800 km/h, у томе циљу, тражила су се нова решења за погон, која немају ограничења. Схваћено је да их нема без преласка на примену сасвим нове технологије.
Први самостално изведен погон са гасном турбином, развио је Агидус Елинг 1903. године. Затим је, Виктор Караводин је 1906. године, ударио темеље млазном мотору са брзим сагоревањем. Жорж Марконет је 1909. године концептирао млазни мотор за апликацију погона летелице. Коначно, млазни мотор је концепцијски био спреман за погон летелица.

## Развој
Посебан правац развоја млазних мотора, био је усмерен на решења, са којима се компресија ваздуха врши са спољним извором енергије. У томе правцу је било неколико извођења где је ваздух сабијан са класичним бензинским мотором. Прављена је смеша ваздуха и горива и убацивана у комору сагоревања, где се палила и сагоревала. Чак је у Јапану спремано такво решење за погон авиона камиказа, крајем Другог светског рата. Ова решења нису имала практичан успех.

### Развој мотора Френка Витла
Британац, ваздухопловни инжењер, официр Краљевског ратног ваздухопловства Френк Витл, понудио је решење за турбомлазни мотор, својим претпостављенима, 16. јануара 1930. године. Френк Витл је у Енглеској патентирао и касније наставио истраживања на турбомлазном мотору, са радијалним компресором. Тешко је добијао подршку за свој рад, коначно га је уобличио 1932. године, као млазни мотор са једностепеном турбином и радијалним компресором. Значајнија подршка је пристигла 1935. године, изграђен је мотор и прва испитивања су почела 12. априла 1937. године и добијени су задовољавајући резултати. Министарство војске је одвојило буџет и отпочео је организован развој мотора W.1 и одговарајућег авиона са тим погоном, у фабрици Глостер авиони (енгл. Gloster Aircraft).
Витлов први мотор на течно гориво покренут је у априлу 1937. године. Мотор је имао властиту пумпу за гориво те је тако радио независно. Догађај који је Витлов стручни тим довео до панике био је наставак рада мотора и након затварања довода горива. Наиме, гориво које није успело сагорети, накупило се на доњим деловима мотора и наставило изгарати и након затварања пумпе.

### Развој мотора Ханс фон Охаина
Не знајући за Витлов рад и резултате, Ханс фон Охаин, 1935. године, у Немачкој, започео је рад на сличном пројекту. Његов мотор није самостално радио, компривовани ваздух се доводио из спољњег извора. Своју конструкцију је приказао фабрици авиона „Хајнкел“, где је вредност пројекта препозната. Одмах је покренут програм развоја, из кога је произашао мотор, са којим је почело да се експериментише у септембру 1937. године, употребљавајући водоник као гориво и сабијени ваздух из спољњег извора.
Континуална истраживања и развој променили су пројекат, који је реализован са мотором који је користио бензин као гориво. Овај мотор је интегрисан на конструкцију авиона Хајнкел He-178, са оствареним потиском од 5 kN. Са овим авионом, 27. августa 1939. године, са аеродрома Маринехе, полетео је пилот Ерих Варситз. На овај начин је Хајнкел He-178 ушао у историју, као први авион са млазним мотором.

### Војни развој токомДругог светског рата
Први немачки турбомлазни мотор, имао је аксијални компресор и на тај начин и мањи пречник попречног пресека од енглеског са центрифугалним. Основни развој је био у фабрици Јункерс Јумо 004, којих је произведено 4 750 примерака, за авионе Месершмит Me 262 и Arado Ar 234. Произведено је само 750 примерака BMW 003 за авионе Хајнкел Хе 162 и Arado Ar 234.
Приоритет немачког развоја је био повећање брзина, смањење потрошње горива, смањење тежине и повећање стабилности и поузданости у раду. После 1941. године, било је неопходно да се постигне већи потисак, и постигнуто је око 7,8 kN. Ускоро је настала несташица бензина, али је дизел-гориво (које је било лакше доступно) захтевало промену система паљења и сагоревања, то јест модификације мотора.
До краја рата, произведено је око 6 700 мотора BMW 003 и Јумо 004, код којих су направљена побољшања у перформансама, касније је постигнут потисак од око 8,8 kN. Мотор Хајнкел HeS 011 је коришћен у рату, са око 12,7 kN и то је био тада најјачи турбомлазни мотор на свету. BMW и Хајнкел, први су почели са развојем погона елисе са турбином.
На основу решења W.1, развијен се у Уједињеном Краљевству, мотор Ролс-Ројс веланд, са потиском од око 7,56 kN. Овај мотор је првобитно коришћен на авиону Глостер метеор. Касније је унапређен у варијанту Ролс-Ројс дервент (горе на слици, лево), који је такође био коришћен на истом авиону. Ова два мотора су била једино у употреби на борбеним авионима, у Великој Британији. Развој млазних мотора на основу концепта радијалног компресора, задржан је све до раних 50-их година прошлог века, у Великој Британији.
Први оперативни амерички млазни мотор је Џенерал Електрик J31, базиран на концепту радијалног компресора. Много моћнији Алисон Ј33, развијен је од Хавиленд Гоблина. Коришћен је за погон авиона Локид P-80, у завршном делу Другог светског рата.
У Совјетском Савезу и у Јапану, током Другог светског рата покренути су такође значајни програми развоја млазних мотора.

### Развој за војну употребу
При крају и на завршетку Другог светског рата, немачки стручни кадар, посебно из домена савремених истраживања и развоја ваздухопловних борбених средстава, био је веома интересантан за доскорашње савезнике. Као пример, Американци су ангажовали чувеног научника и стручњака за ракетну технику Вернера фон Брауна, совјети пробног пилота Ериха Варзица (енгл. Erich Warsitz), који је одбио сарадњу и завршио је у Сибиру.
Постигнуте немачке резултате, на развоју млазних мотора, интензивно су проучавале обе победничке савезнике стране, што је много допринело убрзању даљем развоју совјетских и америчких авиона. Преузимање аксијалног протока флуида кроз мотор, огледа се у чињеници да су практично већина првих послератних авиона, интегрисали млазне моторе у гондоле на крилима. Све до 1950. године, млазни мотори су у борбеним авионима, били мање или више типизирани. У томе периоду су Британци почели са пројектима њихових апликација и на цивилним авионима.
Стечена знања, освојене технологије у Немачкој, преливени су у даљи развој и војно јачање ново оформљених војних савеза, Варшавског пакта и НАТО.
Даљи развој, био је усмерен на побољшање перформанси без повећања масе и габарита мотора. То је убрзо довело до развоја мотора са допунским сагоревањем, што је довело до малог повећања масе, али је значајно побољшало перформансе. Међутим, ово је постигнуто на рачун потрошње горива. Типични представници апликација 1950. године, на западу су били Џенерал Електрик Ј79, а на истоку Тумански Р-11. Оба мотора су омогућили ловачким авионима да лете са брзином, које одговарају еквиваленту Маховог броја 2. Технички проблеми су углавном решени. Тада је настао тренд развоја, средином 60-их година прошлог века, у смеру постизања Маховог броја 3. У Совјетском Савезу, развијен је Тумански Р-31 а у САД, Прат енд Витни Ј58, који је због великог топлотног оптерећења, на тим брзинама, користио посебно гориво (JP-7). У току те трке, за све веће брзине и висине, захтеви развоја авиона су условили промену мотора. Тада је искристалисан критеријум на велику специфичну снагу и на малу потрошњу горива, добро убрзање прираста потиска, поузданост и способност у надзвучном лету. Та тенденција је довела до увођења Двопроточног турбомлазног мотора у војном ваздухопловству, као што је Прат енд Витни F100 и Тумански Р-33. Да би се покрио широк опсег брзина може бити понекад врло сложен проблем, па су у употреби различите апликације. Све у свему, мотори су увек били доминантног утицаја на карактеристике ловачких авиона и стицање предности над противником у циљу избегавања његових ракета и заузимање повољног положаја за лансирање својих.

### Развој за цивилну употребу
Ефикасност турбомлазних мотора и даље је расла, превазишла је клипне моторе. Од 70-их година, прошлога века, са појавом високог односа двопроточности код двопроточних млазних мотора, постигнуто је да на великим брзинама и висинама лета, смањена је потрошња горива, на ниво елисно клипних мотора.
Први експеримент је изведен на цивилном британском авиону Викерс VC.1, где су два елисно клипна мотора замењена са млазнима Ролс-Ројс Нене. Експеримент је успешно и доказан у лету, 6. априла 1948. године, када су доказане основне погодности овог погона у цивилном ваздухопловству.
После овога успеха, почела је конверзија војних млазних мотора на цивилне авионе, првенствено путничке. Прво су интегрисани млазни мотори на Де Хевиленд Комет. На Комету је то решење више него добро прихваћено, првенствено због удобности путника, због вишеструког смањења вибрација. Кроз мистериозне серије несрећа Комета (који нема никакве везе са новим моторима, већ са концентрацијом напона у правоугаоно исеченим прозорима), нарастао је скептицизам и не поверење према новим моторима, све до није откривен прави узрок, средином 50-их година прошлог века. То неповерење је смањило број путника по авио-компанијама и успорило процес увођења млазног погона на путничким авионима. Након дуготрајних испитивања замора структуре и концентрације напона на Комету, дат је одговор и скинуто је неповерење у млазни погон путничких авиона. Млазни мотори су имали брз тренд свога развоја, те нису били кочница за развој путничких авиона. То је била једна од значајних предности и то је подстакло развој њихових нових генерација.
Совјетски Савез је истовремено радио на развоју мотора за цивилне авионе. Претходно је развијен најјачи елисномлазни мотор Кузњецов НК-12, интегрисан на Тупољев Ту-95, убрзо је после тога уграђен и у цивилни Тупољев Ту-114, за примену и показало се у експлоатацији да турбомлазни и елисномлазни мотор нису међусобно удаљени по карактеристикама брзине лета и потрошње горива.
Микулин АМ-3, 1955. године, демонстриран је на авиону Тупољев Ту-104, који је настао од војног мотора, као што је и Прат енд Витни JT3, настао од војног Прат енд Витни J57. Први Двопроточни турбомлазни мотор, представљен је у апликацији Ролс-Ројс Конвеј, који је, као Прат енд Витни JT3D турбомлазни мотор са малом двопроточношћу. Први наменски Двопроточни турбомлазни мотор, развијен за цивилно ваздухопловство и уведен је у Совјетском Савезу 1960. године, Соловјев Д-20, који је са смањеном потрошњом горива.
Двопроточни турбомлазни мотори, убрзо су постали масовнији у употреби у цивилном, него у војном ваздухопловству. Постало је правило да се уводе и на мање, пословне авионе, а на путничке линијске обавезно. Једино је оправдано одступање било код надзвучних путничких авиона. Ту је предност, на надзвучним брзинама задржао класични турбомлазни мотор, као што је био случај на Конкорду са Ролс-Ројс Олимпус 593 и совјетски Кузњецов НК-144, на основу војне верзије Кузњецов НК-22, на авиону Тупољев Ту-144.
Нафтна криза и повећање трошкова за коришћење енергије, био је допунски притисак на развој економичнијих мотора. Тако да се ваздухопловна светска индустрија фокусирала на повећање ефикасности погона авиона и на испуњење савремених захтева екологије, првенствено у домену буке и загађивања средине. Усавршене су технологије, уведена су нова конструктивна решења као што је прстенаста комора сагоревања и друго.

## Употреба
Млазни мотори, првенствено се користе за погон авиона. Такође се користе за погон крстарећих ракета и беспилотних летелице. У специфичним апликацијама, користе се за погон специјалних пловила и тркачких аутомобила.
Једна од његових врста, ракетни мотори, користе се за погон војних пројектила и ракета, свемирских летелица, преноса сателита у свемир, за ватромет и за погон модела ракета.
Тренутно најбржи аутомобил на свету има погон са млазним мотором.
Млазни мотори, често су конструктивно модификовани за апликације изван ваздухопловства, као индустријске гасне турбине. Они се користе у производњи електричне енергије, погон пумпи за уље и у друге, сличне сврхе. Многи од ових мотора су изведени из старијих војних турбомлазних мотора, као што су Прат енд Витнеј J57 и J75.
Често се користе старији мотори (чији је ваздухопловни ресурс истекао) за градњу уређаја за одмрзавање полетно слетних стаза на аеродромима.

## Врсте
Свима врстама и типовима млазних мотора је заједничко да стварају потисак, усмереног дејства према напред, супротно од смера истицања убрзаног млаза гасова. Међусобно су подељени на карактеристичне типове, у оквиру чега постоје варијације по апликацијама и конструктивним решењима.

### Сабијање ваздуха
Сви млазни мотори, изузев ракетних, узимају ваздух из атмосфере за стварање мешавине са горивом, која сагорева и ослобађа велику количину топлотне енергије. Током развоја, брзо је схваћено да ефикасност мотора зависи од степена компресије узетог ваздуха. Тражен је повољан и ефикасан начин узимања ваздуха, што је и међусобно одвојило врсте и типове млазних мотора.

#### Турбински погон
Гасна турбина је ротациони мотор, који претвара топлотну енергију гаса у механичку. Они имају испред компресор који погони турбина са погонским вратилом, а између њих је комора сагоревања. У авионским моторима, ово су три основна сегмента. Постоји много различитих варијација гасне турбине, али све користе систем гас генератора.

#### Елисномлазни мотор
Елисномлазни мотор („ултра висока двопроточност“ ) је млазни мотор који користи свој гас генератор за погон вентилаторске елисе, за велике брзине. У односу на турбоелисни, елисномлазни мотор генерише погон преко елисе, а задржао је и део потиска са издувним гасовима. Једна од разлика између конструкције турбоелисног и елисномлазног мотора је да су кракови елисе на елисномлазном мотору подешени за високе подзвучне брзине. Омогућена им сје добра ефикасност и на брзинама лета, којима одговара Махов број и око 0,8, што је упоредиво са савременим цивилним двопроточним турбомлазним моторима. Ови мотори су у предности по мањој потрошњи горива.

#### Турбоелисни/Турбороторски мотор
Турбоелисни моторје произашао из млазног мотора, који искључиво преноси сву енергију гасова на турбину да обрће погонско вратило за пренос на елису авиона или ротор хеликоптера, преко редуктора. Није стриктно млазни мотор, пошто не производи директно потисак, већ преко помоћног механизма. Има веома много сличности у систему спреге компресора и турбине и између њих коморе сагоревања. Зато се ова врста млазног мотора назива да је хибридна. Веома су ефикасни на малим брзина, док на већим нису, а турбороторска концепција је постала незаменљива за погон хеликоптера.
|                    |                     |
| Елисномлазни мотор | Турбороторски мотор |

#### Турбомлазни
Турбомлазни мотор се заснива на принципу гасне турбине. Основни су му делови усисник, компресор, комора сагоревања, турбина и млазница. Првенствено је развијен за војне ловачке авионе, током Другог светског рата. Компресор (аксијални, центрифугалне, или оба, у комбинацији) сабија ваздух, гориво се меша са компримованим ваздухом, та смеше се пали и сагорева у комори сагоревања, а затим тако топла пролази кроз турбину. Компресор покреће турбина, која узима енергију из ширења гаса који пролази кроз њу. Кинетичка енергија издувног млаза гаса, кроз млазницу, генерише потисак.
Овај тип млазног мотора је претходник свима осталима.

#### Двопроточни турбомлазни
Двопроточни турбомлазни мотор је тип ваздухопловног млазног мотора заснованог на гасној турбини и на вентилаторском протоку ваздуха око комплетног склопа једнопроточног турбомлазног мотора („језгра“). Укупни потисак се постиже са доприносом ова два ефекта струјања, кроз вентилаторски систем и кроз млазницу. Део вентилаторског ваздуха пролази кроз језгро мотора, снабдевајући горионик са кисеоником за сагоревање горива. Међутим, остатак ваздуха заобилази језгро мотора, меша се са убрзаним његовим током, што између осталога значајно смањује и буку издувних гасова. Знатно спорији вентилаторски проток ваздуха (обилазни) производи ефикаснији потисак него сама млазница од језгра мотора, а та чињеница доприноси смањују специфичне потрошње горива.
Склоп двопроточног турбомлазног мотора се конструктивно изводи у апликацијама, са заједничком и са одвојеним млазницама.
Двопроточни турбомлазни мотори имају мању брзину издувних гасова, у односу на класичне турбомлазне. То их чини много ефикаснијим у подзвучној и крозвучној области брзина и на мањим надзвучним брзинама од турбомлазних мотора. На вишим надзвучним брзинама је ефикасан у комбинацији са уређајем за допунско сагоревање.
Двопроточни турбомлазни мотори се грубо деле на категорије, са малом и са великом количином обилазећег ваздуха, око језгра. Мотори са малим односом двопроточности, кориснији су за ловачке авионе, пресретаче. За борбене авионе, за непосредну подршку, при земљи, користе се мотори са великим односом двопроточности, а за вишенаменске борбене авионе са средњом, од 0,45 до 0,5. За путничке авионе се захтева висок однос двопроточности, што обезбеђује ниску потрошњу горива и малу буку.
|  |  |

 На левом цртежу је илустрација са 2-вратила, ниске-двопроточности, са заједничком млазницом. Ниски притисак је означен са зелено, а високи са љубичасто. Вентилатор и степен ниског притиска компресора је на заједничком вратилу, које покреће турбина ниског притиска, док степен високог притиска компресора покреће турбина високог притиска, са краћим вратилом, већег пречника.

##### Допунско сагоревање
Допунско сагоревање је додатни уређај, додат неком млазном мотору, пре свега на војним надзвучним авионима. Његова сврха је да обезбеди привремени пораст потиска, за надзвучни лет, полетање и за перформансе супер маневра. На војним авионима додатни потисак, посебно може бити пресудан за исход борбе у ваздушном простору. Допунско сагоревање се постиже са убацивањем додатног горива у млазницу, иза турбине. Предност допунског сагоревања је значајно повећање потиска, мана је његова веома висока потрошња горива и неефикасност, и ако је то често прихватљиво из нужде потребе, у кратком временском периоду употребе. Допунско сагоревање се користи на турбомлазним и двопроточно турбомлазним моторима, који погоне надзвучне ловачке авионе.

### Природна разлика притиска
Произилази, да је код млазног мотора компресор „нужно зло“, пошто захтева турбину за свој погон, а то је заједно компликовано решење, са доста покретних делова и одвод значајног дела енергије. Конструктори и истраживачи су покушавали направити једноставнији млазни мотор и то су успели, али условљено са другим манама. Ова решења се заснивају на природној разлици зауставног притиска (укупни статички и динамички), испред и иза улазног попречног пресека у комору сагоревања. На томе принципу раде две врсте млазних мотора.

#### Пулсирајући млазни мотор
Пулсирајући млазни мотор је карактеристичан по процесу, у коме се узимање ваздуха, горива, сагоријевање и стварање млаза (са потиском) одвија у импулсима. Састоји се од водника (усисника) ваздуха, система неповратних вентила (или без њих), коморе сагоријевања, бризгаљки горива и млазнице.
Мотору, са вентилима, није потребна почетна брзина да би почео са радом, за разлику од набојно млазног, а за неке без вентила потребно је убацити почетни, свежи ваздух. Пулсирајући млазни мотор има веома мали статички потисак. Исти расте са повећањем брзине, односно са динамичким притиском, испред неповратних вентила, односно испред коморе сагоревања. Из тога разлога, се ови мотори користе у комбинацији са додатним почетним погоном (као што је био случај са V-1 са стартном ракетом). Поред тога, пулсирано сагоревање ствара буку и представља извор јаких вибрација. Из тога разлога су непрактични за употребу, без обзира на убедљиву предност у једноставности конструкције, производњи, одржавању и у малој цени.

#### Набојномлазни мотор
Набојномлазни мотор (енгл. Ramjet) је врста млазног мотора, у којем нема покретних делова. Мотор је у ствари обликована цев, са чијом променом попречних пресека, трансформише се динамички у статички притисак ваздуха. Оптимизација законитости промене попречних пресека „цеви“, везана је за постављени критеријум испуњења услова потребног статичког притиска за ефикасно сагоревање. На основу искључивог услова, да је за рад овога мотора неопходан динамички притисак ваздуха на његовом улазном пресеку, исти не може радити у статичким условима, нити се може сам покренути из стања мировања. Његов најефикаснији рад је при великим надзвучним брзинама лета, еквивалента у Маховом броју око М = 3, а успешно функционише и до М = 6.
Посебно је погодан за апликације које захтевају мале и једноставне погоне на великим брзинама лета, као што су ракете, посебно за противоклопну борбу. У неким специјалним и изолованим случајевима користе се и за погон посебних брзих авиона.
По термодинамичком циклусу, сврстава се у исту категорију са Пулсирајућим млазним мотором и ако је овај испрекиданог
 принципа рада, а набојномлазни је континуалног.

##### Надзвучни набојномлазни мотор
Надзвучни набојномлазни мотор, механички је врло сличан набојномлазном мотору. Оба се састоје од усисника, коморе сагоревања и млазнице. Основна разлика између њих је што надзвучни набојномлазни мотор не успорава долазећи проток ваздуха на подзвучне брзине за сагоревање, они користе „надзвучно сагоревање“. По тој особини је дато име на енглеском језику енгл. Scramjets (од речи суперсоник и рамјет). Ови мотори могу добро да раде на великим брзинама лета, чак и на Маховим бројевима већим од 6, где би обични набојно млазни мотор био неефикасан. Још једна разлика између ова два типа мотора је и та што надзвучни набојномлазни мотор користи допунски скок притиска услед ударних таласа.
У свету је веома мали број надзвучних набојномлазних мотора изграђено и летело. У мају 2010. године, Боинг X-51 поставио је рекорд издржљивости за најдуже трајања надзвучног сагоревања од преко 200 секунди.

### Ракетни мотор
Ракетни мотор користи исте основне физичке принципе као и млазни, генерисање потиска и његова употреба за погон, али се разликује по томе што не захтева атмосферски ваздух за обезбеђење неопходног кисеоника за сагоревање, он носи све неопходне компоненте за сагоревање у гориву.
Користи се за лансирање сателита, истраживање свемира са летелицама са и без људске посаде.
Ракетни мотори се користе за висинске летове разних летелица, посебно у простору са смањеном густином ваздуха и кисеоника. Карактеристика им је веома висок потисак и однос потисак/маса.
Посебно су познати по погону ракета и пројектила за војне намене.
Велике брзине издувних гасова и специфична маса горива им обезбеђују велику ефикасност на великим брзинама лета.
Једначина за нето потисак ракетног мотора:
{\displaystyle \ F={\dot {m}}\cdot V_{gas}+(p_{e}-p_{0})\cdot A_{e}\quad \longmapsto \quad \ F={\dot {m}}\cdot V_{eq}}
Где је:
- {\displaystyle \ F\mapsto } потисак, у аеродинамици се обележава са {\displaystyle \ T}Илустрација промене притиска, температуре и брзине издувних гасова,
 дуж осе млазног мотора.
- {\displaystyle \ V_{eq}=\ V_{gas}+{\frac {(p_{e}-p_{0})\cdot A_{e}}{\dot {m}}}\mapsto } еквивалент брзине
- {\displaystyle \ V_{gas}\mapsto } брзина излазног млаза гаса
- {\displaystyle \ g_{0}\mapsto } стандардна гравитација,
- {\displaystyle {\dot {m}}\mapsto } проток гаса у kg/s,
- {\displaystyle \ A_{e}\mapsto } излазни пресек млазнице и
- {\displaystyle \ p_{0}\mapsto } атмосферски притисак.
- {\displaystyle \ p_{e}\mapsto } притисак излазног млаза гаса

## Општи физички принципи
Сви млазни мотори су реактивног дејства, стварају потисак емисијом сагорелих гасова, на излазној млазници позади, са релативно великом брзином. На овај начин генеришу реактивну силу потиска, која га гура унапред заједно са авионом, у који је и уграђен.
Млазни мотори се напајају са млазом горива из резервоара, који је прикључен на њега, ваздух узима из атмосфере, изузев ракетног мотора, који носи и кисеоник у неком виду, који омогућава сагоревање .

### Потисак
Приближна једначина за потисак млазног мотора (зависи и од типа), заснива се на производу:
{\displaystyle F={\dot {m}}\cdot (V_{gas}-V)}
Где је:
- {\displaystyle {\dot {m}}} проток масе у секунди и
- {\displaystyle \ V_{gas}} брзина издувних гасова.

Другим речима летелица је погоњена са истим потиском ако се велика количина гаса споро креће на излазу, или мала количина брзо. У пракси локални делови издувних гасова могу бити бржи од других, али је важан њихов „просечан ефекат“ што се зове „ефективна брзина издувних гасова“ - {\displaystyle \ V_{gas}}.
Међутим када се летелица креће са одређеном брзином {\displaystyle \ V}, ваздух има релативно кретање према њему, тада кроз усисник мотора улази масеона количина ваздуха:
{\displaystyle \ m\cdot \ V}
Код већине типова млазних мотора, тај унос ваздуха, највећи је део који се садржи у издувним гасовима. Конвенционални ракетни мотори, међутим, немају унос ваздуха, оксидант и гориво се носи унутар летелице. Дакле, ракетни мотори немају усисник, па је бруто потисак млазнице и нето потисак мотора. Сходно томе, карактеристике потиска ракетног мотора се разликују од проточног млазног мотора са ваздухом, пошто њихово сагоревање није у функцији брзине лета.
Унос ваздуха у канал млазног мотора једино даје корист ако је брзина гаса из мотора {\displaystyle \ V_{gas}} већа од брзине летелице {\displaystyle \ V}. Нето потисак мотора постоји када и вредност {\displaystyle \ V_{gas}-V}. Тако је потисак једнак:
{\displaystyle \ F={\dot {m}}\cdot (V_{gas}-V)}
Ова једначина показује, да већа маса гасова мора проћи кроз мотор и да се наставља убрзавати по истом прирасту, али сви мотори су пројектом лимитирани на ово. Зато што једначина подразумева да летелица не може да убрза и престигне брзину издувних гасова, јер би то дало негативан потисак, а то би изазвало њено успоравање.
Маса издувних гасова је:

{\displaystyle {\dot {m}}=\ A\cdot V_{gas}\cdot \rho }
Где је:

{\displaystyle \ \rho }, густина ваздуха

### Енергетска ефикасност
Енергетска ефикасност ({\displaystyle \ \eta }) млазних мотора, интегрисаних у летелицама, има две основне компоненте ефикасност циклуса ({\displaystyle \ \eta _{c}}), што је мера ефикасности мотора за убрзање прираста енергије млаза и пропулзивна ефикасност ({\displaystyle \ \eta _{p}}), што је мера енергије пренетог потиска на летелицу, без успутних губитака.
Укупна енергетска ефикасност {\displaystyle \ \eta }, изражена је:
{\displaystyle \ \eta =\ \eta _{p}\cdot \eta _{c}}

### Пропулзивна ефикасност
Пропулзивна ефикасност је проценат механичке енергије, који се искористи за погон летелице, у односу на уложену. Увек је мањи од 100% због губитка кинетичке енергије у издувним гасовима, а мањи је од идеалне ефикасности погонског механизма, као што је принцип са елисом. Поред тога, погонска ефикасност, у великој мери зависи од густине ваздуха и брзине лета. На пример, ефикасност погонске елисе нагло пада при приближавању брзине лета летелице, брзини звука, због аеродинамичких ефеката стишљивости на краковима елисе. Увек постоји неки губитак енергије у погонском процесу кретања кроз ваздух.
За све млазне моторе погонска ефикасност је највећа, када се издувни гасови избацују са брзином која је иста као, или приближно иста као, брзина лета, тада су минимални губици у кинетичкој енергији избачених гасова.
{\displaystyle \eta _{p}={\frac {2}{1+{\frac {v_{g}}{v}}}}}
За ракетни мотор:
{\displaystyle \eta _{p}={\frac {2{\frac {v}{v_{g}}}}{1+({\frac {v}{v_{g}}})^{2}}}}

### Ефикасност циклуса
Ефикасност циклуса ({\displaystyle \ \eta _{c}}), односи се на топлотну ефикасност млазног мотора. То је у облику искоришћења топлоте, створене у мотору. Топлотна ефикасност мотора одређује однос температуре која се унесе у мотор са сагоревањем, у овом случају на улазу у млазницу, и температуре гасова на крају процеса ширења, који излазе у атмосферу. То је условљено са укупним односом притиска који се може постићи, кроз мотор.
Циклус ефикасности, највећи је код ракетних мотора (~ 60 +%), пошто они могу да постигну изузетно високе температуре при сагоревању и могу имати веома велику, енергетску ефикасност млазнице. Циклус ефикасности турбомлазних мотора (и сличних), ближе је вредности од 30%. Практично, са сагоревањем се постижу ниже температуре, пошто су им млазнице много мање ефикасности.

### Специфични импулс и потрошња горива
Укупни импулс је:

{\displaystyle \ I=\ F\cdot \Delta t=\int F\cdot \delta t=\int {\dot {m}}\cdot V_{eq}\cdot \delta t=\ m\cdot V_{eq}\quad \longmapsto \quad \ V_{eq}\mapsto } еквивалент брзине
Специфични импулс је:

{\displaystyle \ I_{sp}={\frac {I}{G}}={\frac {I}{m\cdot g_{0}}}={\frac {V_{eq}}{g_{0}}}\quad \longmapsto \quad \ I_{sp}={\frac {F}{{\dot {m}}\cdot g_{0}}}\quad \left[{\frac {\frac {kg\ m}{s^{2}}}{{\frac {kg}{s}}{\frac {m}{s^{2}}}}}\right]\quad \longmapsto \quad \ I_{sp}={\frac {F}{{\dot {m}}\cdot g_{0}}}\quad [s]}
Потисак је:

{\displaystyle \ T=\ F}
Еквивалент брзине је:
- {\displaystyle \ V_{eq}=\ V_{gas}-\ V\mapsto } за проточне млазне моторе
- {\displaystyle \ V_{eq}=\ V_{gas}+{\frac {(p_{e}-p_{0})\cdot A_{e}}{\dot {m}}}\mapsto } за ракетни мотор

Специфична потрошња горива, код млазних мотора, мери се са специфичним импулсом или са оствареном снагом. Специфични импулс и ефикасност брзине издувног млаза, директно су пропорционални, док је специфична потрошња горива обрнуто. {\displaystyle \ I_{sp}} је дато у секундама. Специфични импулс представља дужину времена трајања једног килограма масе горива, за потисак од једног Њутна.
Појам енергетске ефикасности и специфичне потрошње горива, у блиској су вези. За млазне моторе, енергетска ефикасност и горивна ефикасност су сасвим иста ствар, јер је гориво извор енергије. Код ракетног мотора, са горивом, ствара се само издувни млаз, а то значи да висока енергетска горива, даје бољу ефикасност, али ипак могу у неким случајевима дати и мању, пошто зависи и од других фактора.
Може се видети да подзвучни двопроточни турбомлазни мотор, попут Џенерал Елецтриц CF6 користи много мање горива за генерисање потиска, у односу на турбомлазни на Конкорду. Међутим, пошто је енергија производ силе и пређеног пута, а Конкорд у јединици времена пређе већи пут, зато његов мотор генерише већу снагу, за исту количину горива, при своме надзвучном лету са великом брзином, еквивалента M = 2. Зато су Конкордови мотори много ефикаснији на линијском лету, за јединицу потиска, по километру пређеног пута, пошто пређу километар пута за много краће време.
Специфични импулс је параметар за опис ефикасности млазних мотора, укључујући и ракетне. Користан је за поређење вредности мотора, као и за способност летелица да пређу одређени пут по јединици количине горива. Погон са већим специфичним импулсом је и са већом ефикасношћу горива. Специфична потрошња горива је обрнуто пропорционална специфичном импулсу и ефикасности издувне брзине.
Специфични импулс, даје брз одговор о карактеристикама ракете, ако се зна масеони проток кроз млазницу. Друго, то је упоредни показатељ ефикасности мотора. Два различита ракетна мотора имају различите вредности специфичних импулса. Мотор са већом вредношћу специфичног импулса је ефикаснији, јер производи више потиска за исту количину горива. Треће, специфични импулс поједностављује математичке анализе термодинамичких процеса у бездимензионом облику, без тешкоћа коришћења система мера. Четврто, даје лак начин за одређивање „величине“ мотора, током прелиминарне анализе. Резултат термодинамичке анализе одређених вредности специфичног импулса, за одређену тежину ракете, дефинише потребну вредност потиска, па и величину мотора.
| Тип мотора                   | Услови               | ǂ у   | Специфични импулса (s) | Брзина млаза (m/s) |
| НК-33 ракетни мотор          | Вакуум               | 309   | 330                   | 3,240           |
| ракетни мотор                | Спејс Шатл у вакууму | 225   | 453                   | 4,423           |
| Набојномлазни                | M = 1                | 127   | 800                   | 7,877           |
| J-58 двопроточни              | SR-71 M =3,2           | 53,8  | 1 900                 | 18,587          |
| Ролс-Ројс/Снекма Олумпус 593 | Конкорд M=2          | 33,8  | 3 012                 | 29,553          |
| двопроточни                  | Боинг 747-400        | 17,1  | 5 950                 | 58,400          |
| Џенерал Електрик двопроточни | Ниво мора            | 8 696 | 11 700                | 115,000         |

ǂ Специфична потрошња горива

### Однос потиска и тежине
Параметар, однос потиска и тежине, је однос потиска према тежини код ракетног, млазног, елисно клипног мотора, односно тежине летелице коју покреће тај мотор. Тај параметар је показатељ перформанси мотора и те летелице. Однос потиска и тежине, код летелице је променљив у функцији времена рада мотора, због прогресивне потрошње горива. Због тога се у поређењу дају почетне, или неке стандардне оперативне вредности, за летелице. Однос потиска и тежине код млазних мотора, сличних принципа варира у одређеном распону вредности, али углавном је у функцији примењене технологије градње. Пожељно је, за дати мотор, постићи што мању његову тежину, за захтевани потисак. Са мањом тежином мотора, обично иду и мањи његови габарити, па и мањи отпор, а и могућности за већи корисни терет летелице, за одређене перформансе лета. Ракетни мотори генерално, имају далеко бољи однос потиска и тежине, од проточних млазних мотора, као што је нпр. двопроточни турбомлазни мотор. То је пре свега због тога што ракетни мотори готово универзално користе густа течна горива, у којима су сви састојци за сагоревање, док код проточних млазних мотора се ваздух уводи и сабија са допунским уређајима, који имају габарите, масу и одводе део енергије преко турбине на компресор. То упоређење се види у табели, десно.
| Мотори                                   | Маса[] | Потисак [] | Потисак / Маса |
|RD-0410 нуклеарни ракетни мотор                  | 2 000  | 35,2       | 1,8            |
|J-58 авион „Црна птица“                       | 2 722  | 150        | 5,2            |
| Ролс-Ројс/Снекма Олумпус 593 на Конкорду | 3 175  | 169,2      | 5,4            |
| RD-0750 ракетни мотор                      | 4 621  | 1 413      | 31,2           |
| RD-0146 ракетни мотор                      | 260    | 98         | 38,5           |
| Спејс Шатл ракетни мотор                 | 3 177  | 2 278      | 73,2           |
| РД-180 ракетни мотор                     | 5 393  | 4 152      | 78,6           |
|F-1 Сатурн                                   | 8 391  | 7 740,5    | 94,1           |
| НК-33 ракетни мотор                      | 1 222  | 1 638      | 136,8          |
| Мерлин 1D                                  | 490    | 934        | 194,3          |

Однос потиска и тежине и специфично оптерећење крила, најважнија су два параметра у одређивању перформанси ваздухоплова.
Пример су перформансе хоризонталног лета.
Хоризонтални лет, дефинисан је са поједностављеним
 једначинама:
{\displaystyle \ T=R_{x}}
{\displaystyle \ G=R_{z}\quad \longmapsto \quad \left({\frac {T}{G}}\right)={\frac {1}{({\frac {R_{z}}{R_{x}}})}}}

### Поређење типова
У овој анализи, разматрани су и елисно клипни мотори, због сагледавања разлика и специфичности у поређењу. Они са елисом убрзавају велику масу ваздуха, са релативно малом границом максималне брзине лета. Ова ниска брзина је због ограниченог максималног потиска (вучне силе) елисе у погону авиона. Међутим, зато што се у принципу убрзава велика маса ваздуха, код мотора са елисом, као код елисномлазног мотора, исти могу бити врло ефикасни.
Са друге стране, турбомлазни мотори убрзавају много мању масу ваздуха са истом потрошњом горива, али га убрзавају на много већу излазну брзину са Лаваловом млазницом. Та особина је разлог да су ови мотори погодни за велике окозвучне и надзвучне брзине.
Ниска двопроточност, код турбомлазних мотора, заснива на два проточна канала ваздуха, кроз језгро и кроз обилазни канал, са различитим брзинама {\displaystyle \left({V_{1}}_{gas};\ {V_{2}}_{gas}\right)}.
 Потисак таквог мотора је:
{\displaystyle \ T={{\dot {m}}_{1}}\cdot \left({V_{1}}_{gas}-\ V\right)+{{\dot {m}}_{2}}\cdot \left({V_{2}}_{gas}-\ V\right)}
Где су: {\displaystyle \quad \longmapsto {m_{1}}} и {\displaystyle \ {m_{2}}\quad } масе ваздуха, кроз језгро мотора и кроз обилазницу.
Такви мотори су ефикаснији при мањим брзинама лета, у односу на класичне турбомлазне, али су мање ефикасни од двопроточних турбомлазних мотора и елисномлазних. На пример, на висини лета од 10 km, двопроточни турбомлазни мотори су најефикаснији око Маховог броја= 0,4, са малом двопроточношћу ефикаснији су на око 0,75, а класични турбомлазни су ефикаснији од двопроточних при брзинама, еквивалента Маховом броју 2-3.
Ракетни мотори имају изузетно велике брзине издувних гасова и са тиме су најбоље решење за велике хиперсоничне брзине лета, на великим висинама. Потисак и ефикасност ракетног мотора се побољшава са повећањем надморске висине лета, зато што се са тиме повећава разлика притиска у излазном млазу и у атмосфери. Са висином лета пада густина улазног ваздуха, па код проточног млазног мотор нето потисак опада. Ракетни мотори су ефикаснији и од надзвучних набојномлазних око Маховог броја M=15.

### Надморска висина и брзина лета
Са изузетком надзвучних набојномлазних, проточни млазни мотори, могу да прихвате ваздух само на брзини око половине брзине звука. Довод система уводника за моторе крозвучних и надзвучних авиона успорава ваздух и врши његову компресију.
Ограничење максималне висине за моторе одређују услови које је потребно обезбедити за сагоревање на веома великим висинама, где ваздух постаје сувише редак и тешко га је обезбедити за сагоревање. Са компресијом, у великом степену сабијања, исти се много загреје и пре коморе сагоревања. За турбомлазни мотор, гранична висина је око 40 km, док је за набојномлазне 55 km. Надзвучни набојномлазни мотор може теоретски стабилно радити до висина од 75 km, а ракетни мотор, нема ограничење висине.
На мањим висинама лета лакше се компримује ваздух у усиснику мотора, и то у великој мери загрева ваздух. Горња граница брзина се обично сматра, изражено преко Маховог броја, да је око =5-8. На већим брзинама азот из атмосфере има тенденцију да реагују због високе температуре на улазу у усисник, што значајно троши енергију. Изузетак је надзвучни набојномлазни мотор, који може бити у стању да постигне око M=15 и више, пошто не успорава ваздух, а ракетни немају ограничење брзине.

### Бука
Бука је због мешања и међусобног утицаја издувних гасова и спољњег ваздуха. Интензитет буке је пропорционалан потиску, као и брзини издувних гасова. Генерално, са смањењем брзине издувних гасова, као што је висока двопроточност добију се најтиши мотори, а најбрже истицање из млазнице је најгласније.
Пошто се на претходну законитост тешко може утицати, ако други услови имају приоритет у избору типа мотора, примењују се постоје, додатне конструктивне мере. Да се преко решења одређених пригушивача умањи бука.